# Hága villamosvonal-hálózata
Hága villamosvonal-hálózata Hollandia Hága városában található. Összesen 10 villamosvonalból és 2 light rail vonalból áll, a hálózat teljes hossza 117 km. Üzemeltetője a HTM Personenvervoer.  Az üzem 1864-ben mint lóvasút indult el.

## Útvonalak
| Line | Line                                                       |
| ---- | ---------------------------------------------------------- |
| 1    | Scheveningen Noord - Delft Tanthof                         |
| 2    | Den Haag Kraayenstein - Leidschendam                       |
| 3    | Den Haag Loosduinen - Zoetermeer Centrum                   |
| 4    | Den Haag De Uithof - Zoetermeer - Lansingerland-Zoetermeer |
| 6    | Den Haag Leyenburg - Leidschendam Noord                    |
| 9    | Scheveningen Noord - Vrederust                             |
| 11   | Scheveningen Haven - Den Haag Hollands Spoor station       |
| 12   | Den Haag Duindorp - Den Haag Hollands Spoor station        |
| 15   | Den Haag Centraal vasútállomás - Nootdorp                  |
| 16   | Den Haag Statenkwartier - Wateringen                       |
| 17   | Den Haag Centraal vasútállomás - Wateringen                |
| 19   | Leidschendam - Delft railway station                       |